# Санта-Крус-ду-Арари

Санта-Крус-ду-Арари на карте штата.

Санта-Крус-ду-Арари (порт. Santa Cruz do Arari) — муниципалитет в Бразилии, входит в штат Пара. Составная часть мезорегиона Маражо. Входит в экономико-статистический микрорегион Арари. Население составляет 8155 человек на 2010 год. Занимает площадь 1076,652 км². Плотность населения — 7,57 чел./км².
Праздник города — 8 апреля.

## История
Город основан 8 апреля 1961 года.

## Демография
Согласно сведениям, собранным в ходе переписи 2010 г. Национальным институтом географии и статистики (IBGE), население муниципалитета составляет:
| Полное население                               | Полное население                               | Полное население                               | Полное население                               | 8155  |
| ---------------------------------------------- | ---------------------------------------------- | ---------------------------------------------- | ---------------------------------------------- | ----- |
| в том числе:                                   | Городское население                            | 3994                                           | Процент городского населения, %                | 48,98 |
|                                                | Сельское население                             | 4161                                           | Процент сельского населения, %                 | 51,02 |
|                                                | Мужское население                              | 4142                                           | Процент мужского населения, %                  | 50,79 |
|                                                | Женское население                              | 4013                                           | Процент женского населения, %                  | 49,21 |
| Плотность населения, чел/км²                   | Плотность населения, чел/км²                   | Плотность населения, чел/км²                   | Плотность населения, чел/км²                   | 7,57  |
| Население муниципалитета в % к населению штата | Население муниципалитета в % к населению штата | Население муниципалитета в % к населению штата | Население муниципалитета в % к населению штата | 0,11  |

По данным оценки 2015 года население муниципалитета составляет 9417 жителей.

## Статистика
- Валовой внутренний продукт на 2003 год составляет 15 970 685,00 реалов (данные: Бразильский институт географии и статистики).
- Валовой внутренний продукт на душу населения на 2003 год составляет 2932,02 реалов (данные: Бразильский институт географии и статистики).
- Индекс развития человеческого потенциала на 2000 год составляет 0,630 (данные: Программа развития ООН).

## Важнейшие населенные пункты
| № | Населённый пункт    | Населённый пункт (порт.) | Категория | Население чел. (2010) | На карте                       |
| - | ------------------- | ------------------------ | --------- | --------------------- | ------------------------------ |
| 1 | Санта-Крус-ду-Арари | Santa Cruz do Arari      | город     | 3994                  | 0°39′51″ ю. ш. 49°10′24″ з. д. |
| 2 | Женипапу            | Jenipapo                 | поселок   | 3182                  | 0°43′03″ ю. ш. 49°10′33″ з. д. |